# Championnats d'Afrique de badminton 1982
Navigation
Beira 1980 Dar es Salam 1984
Les championnats d'Afrique de badminton 1982, troisième édition des championnats d'Afrique de badminton, se déroulent en mai 1982 à Lagos, au Nigeria. 
Le Nigeria remporte l'épreuve par équipes dames ; l'équipe masculine de Zambie, composée de Simon Gondwe, Mike Wilmott, Hiran Ray, Raj Patel, Madhavi Tijoriwala, Shailesh Patel et Ajay Misra, est médaillée d'argent.